# Ümraniyespor
Ümraniyespor ist ein türkischer Fußballverein aus dem Istanbuler Stadtteil Ümraniye auf der anatolischen Seite der Stadt und wurde 1938 gegründet.

## Geschichte

### Gründung und die ersten Jahre
Der Verein wurde 1938 im damaligen Istanbuler Vorort Ümraniye gegründet. Der auf der asiatischen Seite Istanbuls gelegene Verein spielte lange Zeit in den unteren regionalen Amateurligen. Nach dem Militärputsch in der Türkei 1980 wurde der Vorort in die Stadt Istanbul eingegliedert. Mit dieser Eingliederung begann die direkte Teilnahme Ümraniyespors an den Istanbuler Amateurligen.

### Einstieg in den Profifußball und die Drittligajahre
Nachdem zum Sommer 1980 der türkische Profifußball von bisher drei auf lediglich zwei Profiligen reduziert worden war, wurde 1984 auf Direktive des damaligen Staatspräsidenten Turgut Özal die dritthöchste professionelle Fußballliga, die 3. Lig, mit heutigem Namen TFF 2. Lig, wieder eingeführt. Darüber hinaus wurde verkündet, dass man nach Erfüllung bestimmter Auflagen und Bedingungen eine Ligateilnahme beantragen könne. Um die Stadtentwicklung voranzutreiben, bemühten sich mehrere Stadtnotabeln darum, die Auflagen zu erfüllen. Nachdem das gelungen war, bestätigte der türkische Fußballverband die Teilnahme. So nahm Ümraniyespor in der Spielzeit 1984/85 der wiedereingeführten 3. Lig teil. In den ersten beiden Spielzeiten dieser Liga belegte der Verein zwar Tabellenplätze in der unteren Tabellenhälfte, weil aber diese Spielzeit ohne Abstieg gespielt wurde, blieb der Verein in dieser Liga. In der Spielzeit 1986/87 beendete man die Liga als Tabellenletzter und stieg, da die Liga diesmal mit Abstieg gespielt wurde, ab. Zum Sommer 1990 kehrte der Verein wieder in den Profifußball zurück, stieg aber erneut nach drei Saisons ab. 1999 nahm man wieder an der 3. Liga teil, stieg aber bereits zum Saisonende erneut in den Amateurfußball ab.

### Rückkehr in den Profifußball
Nachdem der Verein zwölf Jahre in der regionalen Amateurliga verbracht hatte, stieg er zum Sommer 2011 in die vierthöchste türkische Spielklasse, in die TFF 3. Lig, auf. Nachdem er hier in der ersten Saison den Klassenerhalt sicher geschafft hatte, spielte er in der Viertligasaison 2012/13 lange Zeit um den Aufstieg in die TFF 2. Lig. Zum Saisonende verpasste er durch den 5. Tabellenplatz den direkten Aufstieg, stattdessen qualifizierte er sich für die Playoffs der Liga. In diesen Playoffs wurden die letzten drei Aufsteiger ausgespielt. Ümraniyespor erreichte hier zwar das Finale, verpasste aber im Finale durch eine 0:5-Niederlage gegen Dardanelspor den Aufstieg.
In der Saison 2013/14 gelang dem Klub am 30. Spieltag durch ein 2:1-Sieg über Yeşil Bursa SK die Meisterschaft der TFF 3. Lig und damit der direkte Aufstieg in die TFF 2. Lig. Damit kehrte der Verein nach 14-jähriger Abwesenheit wieder in die dritthöchste türkische Spielklasse zurück.

### Aufstieg in die TFF 1. Lig
Über die gesamte Drittligasaison 2015/16 lieferte sich Ümraniyespor mit dem Stadtrivalen İstanbulspor ein enges Kopf-an-Kopf-Rennen um die Drittligameisterschaft. Nachdem sich beide Vereine über die Saison mehrmals sich gegenseitig als Tabellenführer abgelöst hatten und İstanbulspor die Hinrunde als Herbstmeister beenden konnte, kam es am 32. Spieltag zu einem Entscheidungsspiel zwischen beiden Vereine. Ümraniyespor führte vor dieser Partie mit 72 Punkten die Tabelle an und hatte auf den Zweitplatzierten Gegner İstanbulspor einen Fünftpunktevorsprung. Im Auswärtsspiel besiegte die Mannschaft den ärgsten Verfolger İstanbulspor mit 3:0 und sicherte sich damit zwei Spieltage vor Saisonende die Drittligameisterschaft und damit den ersten Aufstieg der Vereinsgeschichte in die TFF 1. Lig.

## Erfolge
- Meister der TFF 3. Lig und Aufstieg in die TFF 2. Lig: 2013/14
- Meister der TFF 2. Lig und Aufstieg in die TFF 1. Lig: 2015/16

## Ligazugehörigkeit
- 2. Liga: Seit 2016
- 3. Liga: 1984–1987, 1990–1993, 1999–2000, 2014–2016
- 4. Liga: Seit 2011–2014
- Untere Amateurligen: bis 1984, 1987–1990, 1993–1999, 2000–2011

## Trainer (Auswahl)
- Yılmaz Gökdel (Juli 1973 – Mai 1975)
- Ergun Ortakçı (Januar 2011 – Mai 2011)
- Ergun Ortakçı (September 2012 – Mai 2014)
- İlker Erdem (Juli 2014 – April 2015)
- Ercüment Coşkundere (April 2015 – Mai 2015)
- Ahmet Taşyürek (Juli 2015 – Oktober 2016)
- Erkan Sözeri (Oktober 2016 – Mai 2017)
- Bayram Bektaş (Juli 2017 – Mai 2018)
- İsmet Taşdemir (August 2018 – Dezember 2018)
- Ahmet Taşyürek (Dezember 2018 – )